# Грес-ан-Веркор
Гресс-ан-Веркор (фр. Gresse-en-Vercors) — коммуна во Франции, находится в регионе Рона — Альпы. Департамент коммуны — Изер. Входит в состав кантона Матезин-Триев. Округ коммуны — Гренобль.
Код INSEE коммуны — 38186. Население коммуны на 2005 год составляло 360 человек. Населённый пункт находится на высоте от 960  до 2 341  метров над уровнем моря. Муниципалитет расположен на расстоянии около 510 км юго-восточнее Парижа, 115 км юго-восточнее Лиона, 34 км южнее Гренобля. Мэр коммуны — Henri Benoist, мандат действует на протяжении 2008—2015 гг.
Динамика населения (INSEE):

## Города-побратимы
- Кальванико, Италия (2003)